# Station Troubelice zastávka
Železniční zastávka Troubelice zastávka (Nederlands: Spoorweghalte Troubelice zastávka) is een station in de Tsjechische gemeente Troubelice. Het station ligt aan spoorlijn 290 (die van Olomouc, via Šternberk en Uničov, naar Šumperk loopt). Het station is onder beheer van de SŽDC en wordt bediend door stoptreinen van de České Dráhy. Naast Troubelice zastávka ligt ook het station Troubelice in de gemeente Troubelice.
Olomouc hlavní nádraží ↔ Hlušovice ↔ Bohuňovice ↔ Štarnov ↔ Šternberk ↔ Babice u Šternberka ↔ Mladějovice ↔ Újezd u Uničova ↔ Uničov zastávka ↔ Uničov ↔ Troubelice ↔ Troubelice zastávka ↔ Nová Hradečná ↔ Libina ↔ Hrabišín ↔ Nový Malín ↔ Šumperk